# Nederlandse kampioenschappen schaatsen afstanden 1998 - 1000 meter vrouwen
De 1000 meter vrouwen op de Nederlandse kampioenschappen schaatsen afstanden 1998 werd gereden in december 1997 in ijsstadion Thialf te Heerenveen. 
Er namen deze editie veertien schaatssters deel. Titelverdedigster was Judith Straathof, zij werd opgevolgd door Marianne Timmer.

## Uitslag
| #      | Schaatser             | tijd    |
| ------ | --------------------- | ------- |
| Goud   | Marianne Timmer       | 1.18,83 |
| Zilver | Annamarie Thomas      | 1.19,22 |
| Brons  | Sandra Zwolle         | 1.19,61 |
| 4      | Frouke Oonk           | 1.19,93 |
| 5      | Marieke Wijsman       | 1.20,14 |
| 6      | Andrea Nuyt           | 1.20,46 |
| 7      | Léontine van Meggelen | 1.22,68 |
| 8      | Dianne Kootstra       | 1.22,71 |
| 9      | Judith Straathof      | 1.22,79 |
| 10     | Yvonne Leever         | 1.23,66 |
| 11     | Floor van Slochteren  | 1.24,49 |
| 12     | Elke Zijlstra         | 1.24,50 |
| 13     | Kaśka Rogulska        | 1.25,73 |
| DSQ    | Anja Bollaart         | 1.24,31 |

Uitslag
1987 · 
1988 · 
1989 · 
1990 · 
1991 · 
1992 · 
1993 · 
1994 · 
1995 · 
1996 · 
1997 · 
1998 · 
1999 · 
2000 · 
2001 · 
2002 · 
2003 · 
2004 · 
2005 · 
2006 · 
2007 · 
2008 · 
2009 · 
2010 · 
2011 · 
2012 · 
2013 · 
2014 · 
2015 · 
2016 · 
2017 · 
2018 · 
2019 · 
2020 · 
2021 · 
2022 · 
2023 · 
2024 · 
2025